# La bani, la cap, la oase
La bani, la cap, la oase este un film românesc din 2010 regizat de Cristian Comeagă. Rolurile principale au fost interpretate de actorii Ovidiu Niculescu, Zane Jarcu, Grațiela Teohari.

## Prezentare
Filmul La bani, la cap, la oase este o comedie polițistă în care doi recuperatori, unul român și celălalt basarabean, sunt implicați fără voie în jefuirea unei mașini bancare.
Fără a ști una de cealaltă, mai multe persoane plănuiesc concomitent acest jaf: un rus, traficant de arme ascuns sub identitatea unui om de afaceri, un albanez, capul unei rețele care se ocupă de droguri, o tânără funcționară bancară ce caută un mod deștept pentru a-și plăti datoriile și, peste toți, o mare escroacă ce trage sforile din ascunzătoarea pe care și-a creat-o într-o mănăstire.
Prea de treabă pentru meseria pe care o practică, "Harpon" și "Baptistu" sunt folosiți de fiecare din jefuitori până în momentul când se deșteaptă și hotărăsc să "recupereze" banii băncii chiar în folosul lor. Pentru a reuși, sunt nevoiți să bată palma cu unul dintre concurenți: îndrăzneața și atrăgătoarea funcționară bancară. În final, în cu totul alt mod decât au plănuit, fata și cei doi bărbați dau lovitura și lasă să se înțeleagă că, pe viitor, vor forma un trio.

## Distribuție
Distribuția filmului este alcătuită din:
- Ilie Gâlea — Giorgione
- Puiu Gheorghe Dănilă — Tropoteanu
- George Pitiș — Gorila
- Silviu Biris — Max
- Claudia Susanu — Asistenta medicală
- Ovidiu Niculescu — Harpon
- Zane Jarcu — Baptistu
- Marinela Chelaru — Sora Aglae
- Alexandru Mărgineanu — Ezre
- Valentin Teodosiu — Ivan Kazakov
- Grațiela Teohari — Eleonora Popescu
- Ion Haiduc — Crănescu zis "Oase"
- Daniel Stanciu — Pătrățel
- Mirela Oprișor — Sora Agatha
- Petre Lupu (artist) — Preda
- Wilmark Hernandez — Raul
- Eduard Cârlan — Cocolea
- Adina Cartianu — Maica Filofteia
- Silviu Dudescu — Grișa/ Mișa
- Carmen Fulger — Mama
- Doina Stan — Maica stareță

## Primire
Filmul a fost vizionat de 4.350 de spectatori în cinematografele din România, după cum atestă o situație a numărului de spectatori înregistrat de filmele românești de la data premierei și până la data de 31 decembrie 2014 alcătuită de Centrul Național al Cinematografiei.